# Říčany (okres Brno-venkov)
Říčany jsou obec v okrese Brno-venkov v Jihomoravském kraji. Rozkládají se v Boskovické brázdě v katastrálním území Říčany u Brna, asi 20 km západně od Brna. Obcí protéká Říčanský potok, někdy označován jako Říčka. Žije zde přibližně 2 100 obyvatel.

## Název
Na vesnici bylo přeneseno původní jméno jejích obyvatel Řičěné označující lidi přišlé z jiného sídla, které se jmenovalo buď Řič (mužského rodu) nebo Řičě (ženského rodu) nebo snad Řídeč (zkrácené vlivem nepřímých pádů na Říč). Základem prvních dvou jmenovaných místních jmen bylo osobní jméno Řik převzaté z němčiny (Rik(o)), základem třetího osobní jméno Řídek. Odvození místního jména od obecného řěka (tedy Řěčěné - "obyvatelé od řeky") není možné vzhledem k hláskové podobě nejstarších dokladů (1237 a 1250 zapsáno jako Richan).

## Historie

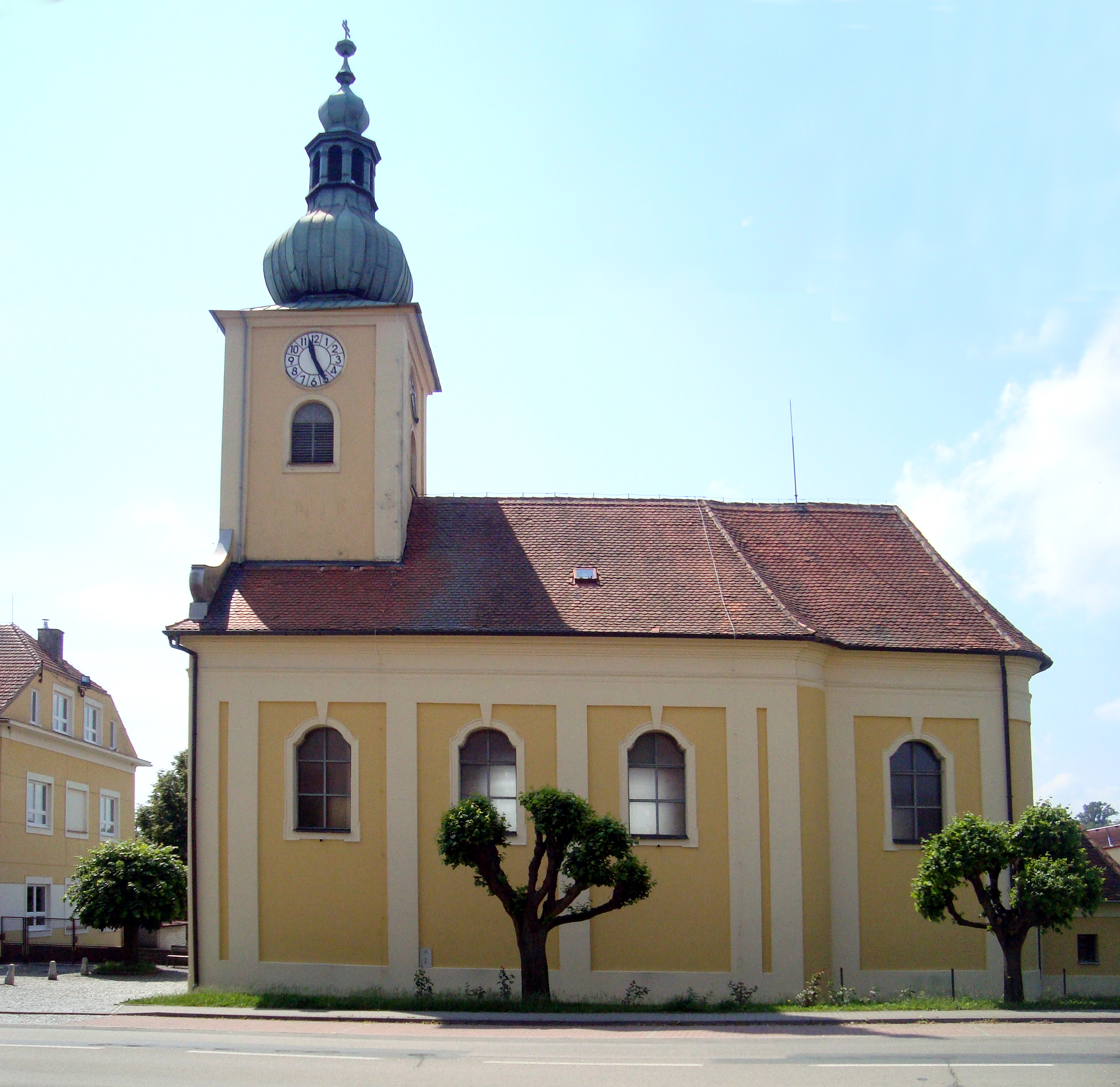
Kostel svatého Petra a Pavla v obci

Archeologické nálezy dokazují osídlení na tomto území v dřívějších dobách (popelnice objevené v Panské zahradě roku 1922). První písemná dochovaná zpráva o Říčanech pochází z roku 1237. V ní tři bratři Karel, Beneš a Ladislav z Říčan byli uvedeni jako svědkové na listině, jíž král Václav I. odstoupil brněnskému kostelu sv. Petra Bosonohy za Medlany, Březovice aj.
Pověst o založení obce, jako bývá ve většině jiných, není známa.
Rod Říčanských byl velmi rozšířený a rozvětvený na Moravě i v Čechách. Příbuzenské vztahy jsou ale mezi nimi tak nejasné a nezřetelné, že jejich zjišťování přivádělo do nesnází i Františka Palackého. Moravský rod z Říčan měl ve znaku dvě bradatice křížem přeložené, zatímco český užíval trojlistu.
Pánové Říčanští užívali za své sídlo tvrz, jež byla vystavěna na skalnatém vrcholu za vesnicí, nad žlabem u potoka. Toto místo je na mapách označováno jako „Hradisko“ a dodnes se mu mezi místními přezdívá „Na zámečku“. Tvrz se nedochovala, na jejím původním místě lze už jen spatřit valy a příkop, jímž je vrch obehnán. Zmínky o říčanské tvrzi a obci se dějí v zemských deskách už v roce 1349, zvláště pak ve 16. století, kdy je tvrz uváděna jako pustá, ale už roku 1560 jako znovu vystavěná. Lze se domnívat, že definitivně zanikla za třicetileté války.
Obecní záznamy udávají, že se jednoho dne v blízkosti bývalé tvrze probořila na poli půda a objevila se sluj v podobě klenuté chodby, výše dospělého člověka. Mohlo jít o tzv. „loch“ – podzemní skrýš a úkryt, sklepení nebo hradní chodbu.
Říčanské panství měl rod Říčanských v držení až do roku 1578, kdy na krátkou dobu připadlo rodu Meziříčskému z Lomnice, přestalo být panstvím samostatným a bylo připojeno k hradu Veveří. Po čase celé „panství hradu Veveří“ odkoupil Zikmund z Tiefenbachu, který ho vlastnil dalších 80 let. Dalšími majiteli Říčan byly vrchnosti cizího původu, jež ale v Říčanech často nepobývaly (např. Collaltové, Sinzendorfové, Mundyové, Gustav Vasa, a další).
Roku 1919 byly na základě zákona veškeré majetkové držebnosti zabrány státem, pak vyvlastněny a rozparcelovány mezi menší držitele.

## Obyvatelstvo
Na začátku 17. století měla obec 37 domů, po třicetileté válce z nich bylo obydlených 31. Roku 1790 zde bylo 78 domů a 520 obyvatel.
| Rok            | 1869  | 1880  | 1890  | 1900  | 1910  | 1921  | 1930  | 1950  | 1961  | 1970  | 1980  | 1991  | 2001  | 2011  | 2021  |
| -------------- | ----- | ----- | ----- | ----- | ----- | ----- | ----- | ----- | ----- | ----- | ----- | ----- | ----- | ----- | ----- |
| Počet obyvatel | 1 061 | 1 108 | 1 164 | 1 471 | 1 520 | 1 614 | 1 698 | 1 631 | 1 655 | 1 612 | 1 715 | 1 658 | 1 671 | 1 925 | 2 074 |
| Počet domů     | 126   | 149   | 160   | 172   | 197   | 224   | 293   | 355   | 382   | 398   | 424   | 490   | 523   | 587   | 639   |

Vývoj počtu obyvatel

## Poloha
Obec Říčany leží asi 20 km západně od Brna, při dálnici D1, v provincii Česká vysočina na rozhraní mezi dvěma geomorfologickými celky: kopcovitou Křižanovskou vrchovinou a sníženinou Boskovická brázda. Na východě obec téměř splývá s Ostrovačicemi, které jsou spolu s Podkomorskými lesy známy jako dějiště Mrštíkova románu Pohádka máje.
Říčany se rozkládají v kotlině, v nadmořské výšce 330–345 metrů. Nejbližší kopce jsou Kaličný (431 m) severozápadně od obce, Horka (399 m) na jihu a tzv. Šibeniční kopec na severu. Rozloha obce je 10,92 km².
Kamenitá povaha kraje dala vznik lomům. Dříve se kámen těžil na Šibeničním kopci, obecní skála byla „v Hájku“ jižně od obce a ve žlabu „u skalařů“. Říčanská hlína se v minulosti užívala k výrobě hrnčířského zboží, později už jen k výrobě cihel. Původní cihelna byla „za mlýnem“, pozdější cihelna za Vatikánem v oblasti Doubravky. Výroba skončila v 70. letech 20. století. Pro stavební účely se těžil též písek.

## Podoba obce

### V minulosti
Nejstarší části Říčan se říká „v dědině“, jedná se o původní grunty, rozložené po pravé straně potoka. Tato stavení jsou uspořádána ve dvou řadách, mezi nimi vedla ulice (dnes ulice V Dědině). To byla před 400 lety celá vesnice, před třicetiletou válkou čítala 37 domů. Dvůr stál mimo ni (asi 200 m, dnešní centrum obce), stejně jako kostel, hospoda, palírna, dvě usedlosti a zaniklý mlýn. V údolí k Říčkám byl mlýn, vodárna a salajka, vesměs panské objekty. Na druhé straně vesnice k Ostrovačicím, za panskou zahradou v „chaloupkách“ bydleli vrchnostenští úředníci, řemeslníci a podruzi.
Asi v 90. letech 18. století se celkový ráz obce postupně změnil ze zemědělské vsi na sídlo s převahou dělnických domků. K tomuto jevu došlo po dokončení státní silnice Brno – Jihlava a zejména díky počátku těžby černého uhlí v nedaleké obci Zastávka.

### V současnosti
V západní části obce je poblíž lesa u rybníka postavena řada rekreačních chat.
V obci je zdravotní středisko, lékárna, pošta, hasičská zbrojnice, základní a mateřská škola, kulturní dům, dům s pečovatelskou službou, tři prodejny potravin, tři restaurace, tři hotely, jeden motel a několik soukromých firem. Střed obce tvoří náměstí, park s památníkem padlých a kapličkou, kulturní dům, škola a kostel.
Obec má spojení autobusovou dopravou s Brnem, kam jezdí za prací většina ekonomicky aktivních obyvatel. Obec je plně plynofikována, má vybudovanou splaškovou kanalizaci a vlastní vodovod.

## Pamětihodnosti
- barokní kostel sv. Petra a Pavla z let 1754–1763
- tvrz na skalnatém ostrohu za vesnicí, první zmínky o ni pocházejí z roku 1349
- Panský dům (lékárna, dům s pečovatelskou službou) v centru obce

## Osobnosti
- P. Vojtěch Jakub Slouk OSB (1825–1898) – člen benediktinského konventu v Rajhradě, čestný občan[zdroj⁠?!]
- P. Augustinus Aloisius Vrzal OSB (pseudonym A. G. Stín) (1864–1930) – spisovatel, čestný občan[zdroj⁠?!]
- P. Kristián Bohumil Lux OSB (1865–1931) – čestný občan[zdroj⁠?!]
- Václav Jan Pokorný OSB (1894–1979) – zemský prelát a rajhradský opat, autor knihy o historii obce, čestný občan[zdroj⁠?!]

## Zajímavosti
- Výstavba parku v centru obce započala roku 1937 za příležitosti oslav 20. výročí samostatnosti.
- Budova dnešní cukrárny byla postavena firmou Baťa jako prodejna a opravna obuvi v roce 1935.
- V sále říčanského kulturního domu bylo na počátku 20. století zbudováno kino, jež bylo v provozu až do roku 1988, kdy bylo zavřeno kvůli nízké návštěvnosti (průměrně 8 lidí). V 90. letech se objevilo několik pokusů toto kino znovu zprovoznit, byly ale marné.
- V budově dnešního zdravotního střediska se od roku 1951 až do roku 1965 nacházela stanice SNB.

## Doprava
Územím obce prochází dálnice D1, silnice II/602 v úseku Ostrovačice - Říčany - Velká Bíteš, krátký úsek silnice II/386 v úseku Veverská Bítýška - Ostrovačice a silnice III/00215 v úseku Říčany - Rosice